# 吉格梅·納姆耶爾·旺楚克
吉格梅·納姆耶爾·旺楚克（宗喀語：འཇིགས་མེད་རྣམ་རྒྱལ་དབང་ཕྱུག་，威利：'Jigs-med rNam-rgyal dBang-phyug，THL：Jigme Namgyel Wangchuck，2016年2月5日—），按藏文译法：旺秋·晋美朗杰，是不丹王儲。他是不丹國王吉格梅·凯萨尔·纳姆耶尔·旺楚克和王后吉增·佩玛的長子，為不丹第一位的王位繼承人。王儲的名字在他出生兩個月後在同年4月16日才被正式公布。

## 生平
2016年2月，不丹国王旺楚克和王后佩玛的长子吉格梅·纳姆耶尔·旺楚克於廷布的父母的住處－靈嘉娜宮殿诞生。小王子出生后，其照片由不丹一个文化组织在网上发布。生下后一年多，小王子已随父母出席了不少重要场合。2017年10月31日，不丹国王旺楚克抵达印度开启为期4天的访问，与不丹国王同行的有年仅1岁的不丹王子吉格梅·纳姆耶尔·旺楚克，这也是他出生以来首次外访，受到媒体和网友关注。

## 頭銜
- 2016年2月5日至今: 吉格梅·納姆耶爾·旺楚克王子，不丹王儲殿下（His Royal Highness Prince Jigme Namgyel Wangchuk, Druk Gyalsey (Crown Prince) of Bhutan）